# Иоасаф (Журманов)
Архиепископ Иоасаф (в миру Александр Ефремович Журманов; 10 (22) апреля 1877, Санкт-Петербург — 18 марта 1962, Тамбов) — епископ Русской православной церкви, архиепископ Тамбовский и Мичуринский.

## Биография
Образование получил светское.
В 1894 году окончил Петербургское реальное училище.
В 1898 году окончил Санкт-Петербургское коммерческое училище.
В 1915 году принял иноческий постриг с именем Иоасаф. На праздник Сретения Господня был рукоположён во иеродиакона, а в день праздника Благовещения Пресвятой Богородицы — во иеромонаха.
В первые годы своего иночества нёс различные послушания: был заведующим Серафимо-Антониевским скитом Александро-Невской Лавры, заведовал кладбищенской лаврской конторой, был лаврским библиотекарем и заведующим музеем, затем казначеем лавры и членом Духовного собора лавры.
В 1922—1923 годах пребывал в обновленческом расколе. В это время был возведён в сан архимандрита и назначен наместником, а 14 сентября 1922 года — настоятелем Александро-Невской лавры. 23 октября 1923 года вместе с братией лавры принёс покаяние и вернулся в патриаршую церковь; 4 ноября 1923 года освобождён от должности настоятеля лавры.
С 1924 года — благочинный монастырей Ленинградской епархии.
С 1933 года — настоятель одного из храмов в Ленинграде. С конца марта 1938 года — за штатом.
Пережил в Ленинграде первую блокадную зиму, затем был эвакуирован в Алапаевск.

### Архиерейское служение

#### Симферопольская и Крымская епархия
11 августа 1944 года в зале заседаний Священного синода наречён во епископа Симферопольского и Таврического. Чин наречения совершали патриарший местоблюститель митрополит Ленинградский и Новгородский Алексий (Симанский), митрополит Крутицкий Николай (Ярушевич), архиепископ Тульский и Белевский Виталий (Введенский) и епископ Можайский Макарий (Даев). 13 августа хиротонисан в Москве во епископа Симферопольского и Таврического. Хиротонию совершали патриарший местоблюститель митрополит Ленинградский и Новгородский Алексий (Симанский), митрополит Крутицкий Николай (Ярушевич) и архиепископ Тульский и Белёвский Виталий (Введенский).
В отношениях с властями проявлял сговорчивость. Во время управления епархией епископа Иоасафа было восемнадцать храмов. В городе Симферополе после разгрома немецких оккупационных войск «имелось семь действующих церквей и молитвенных домов. Под нажимом уполномоченного постановил, что для Симферополя семь церквей много, и своим распоряжением две церкви объединил с другими близлежащими церквями… В городе Ялте имелось три действующих церкви, которые расположены одна от другой на близком расстоянии. На все три церкви имелся один священник. Все их он объединил в один приход с оставлением одной действующей церкви».
Осенью 1944 года участвовал в Предсоборном совещании епископов.
С 31 января по 4 февраля 1945 года участвовал в работе Поместного собора Русской православной церкви, избравшего патриархом митрополита Алексия (Симанского).

#### Тамбовская епархия
9 апреля 1946 года назначен епископом Тамбовским и Мичуринским.
Для повышения уровня образования духовенства в 1946 году пытался организовать краткосрочные пастырские курсы, но дело это стало почти неосуществимым. Более успешным была деятельность комиссии по экзаменации кандидатов в священство, которая действовала долгое время. Одно время выпускался машинописный бюллетень, в котором публиковались епархиальные новости и циркуляры епископа. Это небольшое издание рассылалось всем благочинным.
До наступления нового периода притеснений в отношении Церкви число действующих храмов в епархии увеличилось до 49, в городе Тамбове построена небольшая деревянная кладбищенская Петропавловская церковь (1947—1948), что было очень редким явлением для того времени.
В 1948 году был временным членом Священного синода Русской православной церкви.
В конце 1940-х — начале 1950-х годов паломники стали чаще посещать святые источники в епархии. Под давлением властей владыка Иоасаф вынужден был издать указ, запрещающий клирикам служить молебны на источниках.
4 февраля 1955 году возведён в сан архиепископа.
25 февраля 1960 года награждён правом ношения креста на клобуке.
8 августа 1961 года уволен на покой.
18 марта 1962 года скончался в Тамбове. Погребение возглавил временно управляющий Тамбовской епархией епископ Михаил (Чуб). Похоронен на Петропавловском кладбище Тамбова, у алтаря построенного им храма.